# Chili aux Jeux mondiaux de 2017
Cet article contient des informations sur la participation et les résultats du Chili aux Jeux mondiaux de 2017 à Wrocław en Pologne.

## Médailles

### Or
| Sport             | Discipline                              | Sportifs             |
| Médaille d'or : 1 |                                         |                      |
| Roller de vitesse | Femmes - Route - 200 m Contre la montre | María José Moya (es) |

### Argent
| Sport                     | Discipline    | Sportifs             |
| Médaille d'argent : 1     |               |                      |
| Ski nautique et wakeboard | Hommes - Saut | Rodrigo Miranda (it) |

### Bronze
| Sport                   | Discipline                      | Sportifs                    |
| Médailles de bronze : 2 |                                 |                             |
| Roller de vitesse       | Femmes - Piste - 1 000 m Sprint | Alejandra Translavina Lopez |
| Roller de vitesse       | Hommes - Piste - 500 m Sprint   | Lucas Silva Santibanez      |